# Gianni Amelio
Gianni Amelio (San Pietro di Magisano, 20 januari 1945) is een Italiaans filmregisseur.
Amelio studeerde wijsbegeerte aan de Universiteit Messina. Hij raakte er geboeid door film en verhuisde in 1965 naar Rome, waar hij als assistent werkte bij verschillende filmproducenten. In 1982 draaide hij met Colpire al cuore zijn eerste eigen bioscoopfilm. Voor zijn film Il ladro di bambini ontving hij in 1992 de speciale prijs van de jury in Cannes. In 1998 won hij met Così ridevano de Gouden Leeuw op het Filmfestival van Venetië. Amelio is sedert 2007 directeur van het filmfestival van Turijn.

## Filmografie (selectie)
- 1982: Colpire al cuore
- 1989: Porte aperte
- 1992: Il ladro di bambini
- 1994: Lamerica
- 1998: Così ridevano
- 2004: Le chiavi di casa
- 2006: La stella che non c'è
- 2011: Il primo uomo
- 2013: L'intrepido
- 2024: Campo di Battaglia